# Ibrahim Hassan Dankwambo
Ibrahim Hassan Dankwambo (Gombe, 4 de abril de 1962) é um economista e político nigeriano que foi governador do estado de Gombe e ex-contador geral da Federação Nigeriana.

## Infância e educação
Dankwambo nasceu em 4 de abril de 1962 em Herwagana Gombe.  Graduou-se na Universidade Ahmadu Bello em 1985, com uma licenciatura em Contabilidade. Obteve um Mestrado em Economia pela Universidade de Lagos em 1992 e um Doutoramento em Contabilidade pela Universidade Igbinedion. Ele começou sua carreira na Coopers & Lybrand em 1985 e trabalhou no Banco Central da Nigéria de 1988 a 1999. Foi então nomeado Contador-Geral do Estado de Gombe, ocupando este cargo até 2005.  Ele foi nomeado Contador-Geral da Federação em 20 de abril de 2005. Ele também atuou no Conselho do Banco Central da Nigéria. Ele ocupou este cargo até que renunciou para iniciar sua campanha para a eleição como Governador do Estado de Gombe em janeiro de 2011.

## Carreira política
Ibrahim Dankwambo foi eleito governador do estado de Gombe na eleição de 26 de abril de 2011, Ele venceu a eleição com um total de 596.481 votos à frente de Alhaji Abubakar Aliyu do Congresso para Mudança Progressiva (CPC) com 91.781 votos e o senador Sa'idu Umar Kumo do Partido Popular da Nigéria com 84.959 votos.
Como governador, Dankwambo perdeu seu vice, David Miyims Albashi, que morreu em 4 de novembro de 2011 em um hospital alemão devido a ferimentos sofridos em um acidente de carro em 28 de agosto de 2011. Em 17 de dezembro de 2011, Dankwambo nomeou Tha'anda Rubainu como vice-governador. Após sua reeleição em 2015, Charles Yau Iliya foi seu vice-governador até o final de seu segundo mandato em 2019.
Ele é o principal apoiador do candidato do Partido Democrático do Povo (PDP) ao senado de Gombe Norte nas eleições gerais de 2023. 

## Afiliação
É membro do Instituto de Contabilistas Acreditados da Nigéria, Instituto Acreditado de Taxação da Nigéria, Instituto Acreditado de Banqueiros e Instituto de Comerciantes da Nigéria.